# JaMeesia Ford
Pour les articles homonymes, voir Ford (homonymie).
JaMeesia Ford, née le 26 janvier 2005 à Hampton, est une athlète américaine spécialiste des épreuves de sprint.

## Biographie
Étudiante à l'Université de Caroline du Sud, elle remporte en mars 2024 à Boston les titres NCAA en salle du 200 m et 4 × 400 m. Sur 200 m, elle établit un nouveau record du monde junior en salle en parcourant la distance en 22 s 34. Elle réalise en avril 2024 le temps de 50 s 81 sur 400 m. En mai 2024, elle court en 11 s 15 sur 100 m, puis en 22 s 11 sur 200 m, nouveau record d'Amérique du Nord, d'Amérique centrale et des Caraïbes d'athlétisme junior.

## Palmarès
| Date | Compétition                        | Lieu     | Résultat | Épreuve         | Temps         |
| ---- | ---------------------------------- | -------- | -------- | --------------- | ------------- |
| 2023 | Championnats panaméricains juniors | Mayagüez | 1re      | 4 × 400 m mixte | 3 min 18 s 07 |

## Records
| Épreuve            | Temps           | Lieu        | Date          |
| ------------------ | --------------- | ----------- | ------------- |
| 100 m              | 11 s 15         | Gainesville | 10 mai 2024   |
| 200 m              | 22 s 11 (AU20R) | Gainesville | 11 mai 2024   |
| 200 m piste courte | 22 s 34 (WU20R) | Boston      | 9 mars 2024   |
| 400 m              | 50 s 81         | Gainesville | 13 avril 2024 |